# Jessika Berglund
Jessika Berglund, född 20 juni 1964, är en svensk författare och illustratör. Hon är känd för sina bilderböcker för barn och har även skrivit vuxenromanen Simtag.

## Biografi
Innan författardebuten arbetade Berglund inom barnomsorg och var aktiv inom Fältbiologerna. Hon hade också agerat illustratör åt sin mamma Karin Berglund som släppte flera böcker i rollen som trädgårdsskribent. Hennes första egna bokserie var kapitelböckerna om Alva och de fyra årstiderna. Blommor och andra naturföreteelser är ett ständigt inslag i hennes bilderböcker för barn. Hon debuterade som vuxenförfattare 2008 med romanen Simtag. Huvudkaraktären Anneli i romanen hade en biroll i Alvaböckerna och arbetet med romanen hade börjat under slutet av 2003. Efter att ha blivit refuserad av flera förlag inklusive Bonniers reviderade Berglund romanen och fick den utgiven. Hon har även samarbetat med författaren Ann-Helén Laestadius och givit ut de två bilderböckerna Pimpelfiske och Vinterkväll.

## Utmärkelser
- 2009 - Nominerad till Katapultpriset för Simtag[5]